# مانويل البرتي
مانويل البرتي (بالإسبانية: Manuel Alberti)‏ هو صحفي وقسيس أرجنتيني، ولد في 28 مايو 1763 في بوينس آيرس في الأرجنتين، وتوفي بنفس المكان في 31 يناير 1811 بسبب نوبة قلبية.